# Championnat d'Argentine de football 2019-2020
Navigation
Édition précédente Édition suivante
La saison 2019-2020 du championnat d'Argentine de football est la 91e édition professionnelle de la première division en Argentine. Vingt-quatre équipes disputent la compétition et tentent de succéder au Racing Club le tenant du titre.
Deux clubs sont promus en première division, Arsenal et Central Córdoba (Santiago del Estero). Ils remplacent les quatre équipes reléguées au terme de la saison précédente : Tigre, San Martín (San Juan), Belgrano (Córdoba) et San Martín (Tucumán). Le championnat passe donc de 26 à 24 équipes. Trois équipes seront reléguées au terme de cette saison.
Boca Juniors remporte son 34e titre, terminant un point devant son dauphin, River Plate. La saison 2019-20 s'est achevée avec la Copa de la Superliga 2020, qui a été annulée après le report partiel de la première journée, en raison de la pandémie de covid-19.

## Clubs participants

### Changements en début de saison
| Pos. | Relégué de Primera A 2018-2019 |
| ---- | ------------------------------ |
| 23º  | Tigre                          |
| 24º  | San Martín (San Juan)          |
| 25º  | Belgrano (Córdoba)             |
| 26º  | San Martín (Tucumán)           |

| Pos.     | Promus de Primera B Nacional 2018-2019 |
| -------- | -------------------------------------- |
| 1º       | Arsenal                                |
| Barrages | Central Córdoba (Sgo. del Estero)      |

| \| Buenos Aires La Plata Santa Fe Mendoza Rosario Córdoba Mar del Plata Paraná Sgo. del Estero Tucumán \| Villes représentées lors de la saison 2019-2020 |
| Buenos Aires La Plata Santa Fe Mendoza Rosario Córdoba Mar del Plata Paraná Sgo. del Estero Tucumán                                                       |

### Les 24 équipes
Contrairement à la saison précédente, 
Légende des couleurs
- Copa Libertadores 2020
- Copa Sudamericana 2020
- Promu de Primera B Nacional

| Club                                            | Classement 2018-2019                | Entraîneur                 | Stade                                     | Capacité théorique |
| ----------------------------------------------- | ----------------------------------- | -------------------------- | ----------------------------------------- | ------------------ |
| Racing Club                                     | 1er                                 | Eduardo Coudet             | Stade Président Perón                     | 51 389             |
| Club Social y Deportivo Defensa y Justicia      | 2e                                  | Sebastián Beccacece        | Stade Norberto-Tomaghello                 | 20 000             |
| Club Atlético Boca Juniors                      | 3e                                  | Guillermo Barros Schelotto | Stade Alberto-Jacinto-Armando             | 49 000             |
| Club Atlético River Plate                       | 4e                                  | Marcelo Gallardo           | Stade Monumental Antonio-Vespucio-Liberti | 61 688             |
| Club Atlético Tucumán                           | 5e                                  | Ricardo Zielinski          | Stade Monumental José-Fierro              | 35 200             |
| Club Atlético Vélez Sarsfield                   | 6e                                  | Gabriel Heinze             | Stade José-Amalfitani                     | 49 540             |
| Club Atlético Independiente                     | 7e                                  | Ariel Holan                | Stade Libertadores de América             | 50 595             |
| Club Atlético Unión                             | 8e                                  | Leonardo Madelón           | Stade 15 de Abril                         | 26 500             |
| Club Atlético Huracán                           | 10e                                 | Gustavo Alfaro             | Stade Tomás-Adolfo-Ducó                   | 48 314             |
| Club Atlético Lanús                             | 11e                                 | Luis Zubeldía              | Stade Ciudad de Lanús - Néstor Díaz Pérez | 47 027             |
| Club Atlético Talleres                          | 12e                                 | Juan Pablo Vojvoda         | Stade Mario-Alberto-Kempes                | 57 000             |
| Club Atlético Aldosivi                          | 13e                                 | Gustavo Álvarez            | Stade José-Maria-Minella                  | 35 180             |
| Club Deportivo Godoy Cruz Antonio Tomba         | 14e                                 | Diego Dabove               | Stade Malvinas-Argentinas                 | 48 000             |
| Club Atlético Newell's Old Boys                 | 15e                                 | Omar De Felippe            | Stade Marcelo-Bielsa                      | 42 000             |
| Club Atlético Banfield                          | 16e                                 | Julio César Falcioni       | Stade Florencio-Sola                      | 35 000             |
| Club Estudiantes de La Plata                    | 17e                                 | Leandro Benítez            | Stade Ciudad de La Plata                  | 53 000             |
| Club de Gimnasia y Esgrima La Plata             | 18e                                 | Diego Maradona             | Stade Juan-Carmelo-Zerillo                | 24 525             |
| Club Atlético Patronato de la Juventud Católica | 19e                                 | Juan Pablo Pumpido         | Stade Presbítero Bartolomé-Grella         | 23 500             |
| Club Atlético Rosario Central                   | 20e                                 | Edgardo Bauza              | Stade Gigante de Arroyito                 | 41 654             |
| Club Atlético San Lorenzo de Almagro            | 23e                                 | Claudio Biaggio            | Stade Pedro-Bidegain                      | 47 964             |
| Club Atlético Colón                             | 24e                                 | Eduardo Domínguez          | Stade Brigadier General Estanislao López  | 47 000             |
| Asociación Atlética Argentinos Juniors          | 26e                                 | Alfredo Berti              | Stade Diego-Armando-Maradona              | 24 800             |
| Arsenal de Sarandi                              | 1er (Primera B Nacional)            | Sergio Rondina             | Stade Julio-Humberto-Grondona             | 16 000             |
| Club Atlético Central Córdoba                   | Vainqueur des barrages de promotion | Gustavo Coleoni            | Stade Alfredo-Terrera                     | 22 500             |

## Compétition

### Classement
| Rang | Équipe                              | Pts | J  | G  | N  | P  | Bp | Bc | Diff |
| ---- | ----------------------------------- | --- | -- | -- | -- | -- | -- | -- | ---- |
| 1    | Boca Juniors                        | 48  | 23 | 14 | 6  | 3  | 35 | 8  | +27  |
| 2    | River Plate                         | 47  | 23 | 14 | 5  | 4  | 41 | 18 | +23  |
| 3    | Vélez Sarsfield                     | 39  | 23 | 11 | 6  | 6  | 27 | 14 | +13  |
| 4    | Racing Club T                       | 39  | 23 | 10 | 12 | 2  | 28 | 23 | +5   |
| 5    | Argentinos Juniors                  | 39  | 23 | 10 | 9  | 4  | 22 | 17 | +5   |
| 6    | Defensa y Justicia                  | 36  | 23 | 10 | 6  | 7  | 26 | 18 | +8   |
| 7    | Lanús                               | 36  | 22 | 9  | 9  | 4  | 29 | 25 | +4   |
| 8    | San Lorenzo                         | 36  | 23 | 11 | 3  | 9  | 32 | 30 | +2   |
| 9    | Rosario Central                     | 36  | 23 | 9  | 9  | 5  | 31 | 29 | +2   |
| 10   | Newell´s Old Boys (Rosario)         | 35  | 23 | 9  | 8  | 6  | 33 | 25 | +8   |
| 11   | Arsenal P                           | 34  | 23 | 9  | 7  | 7  | 37 | 32 | +5   |
| 12   | Talleres (Córdoba)                  | 34  | 23 | 10 | 4  | 9  | 34 | 30 | +4   |
| 13   | Estudiantes de La Plata             | 30  | 23 | 8  | 6  | 9  | 23 | 22 | +1   |
| 14   | Independiente                       | 29  | 23 | 8  | 5  | 10 | 27 | 25 | +2   |
| 15   | Atlético Tucumán                    | 29  | 23 | 7  | 8  | 8  | 22 | 25 | -3   |
| 16   | Unión (Santa Fe)                    | 27  | 23 | 7  | 6  | 10 | 21 | 30 | -9   |
| 17   | Banfield                            | 26  | 23 | 6  | 8  | 9  | 19 | 23 | -4   |
| 18   | Central Córdoba (Sgo. del Estero) P | 26  | 23 | 6  | 8  | 9  | 21 | 29 | -8   |
| 19   | Gimnasia y Esgrima (La Plata)       | 23  | 23 | 6  | 5  | 12 | 22 | 23 | -1   |
| 20   | Patronato (Paraná)                  | 23  | 23 | 5  | 8  | 10 | 22 | 34 | -12  |
| 21   | Huracán                             | 22  | 23 | 5  | 7  | 11 | 17 | 27 | -10  |
| 22   | Aldosivi (Mar del Plata)            | 22  | 23 | 6  | 4  | 13 | 20 | 35 | -15  |
| 23   | Colón (Santa Fe)                    | 18  | 23 | 5  | 3  | 15 | 17 | 39 | -22  |
| 24   | Godoy Cruz (Mendoza)                | 18  | 23 | 6  | 0  | 17 | 22 | 46 | -24  |

| Légende : Qualifications et relégations | Légende : Qualifications et relégations                            |
| --------------------------------------- | ------------------------------------------------------------------ |
|                                         | Qualification pour la phase de groupe de la Copa Libertadores 2021 |
|                                         | T : Tenant du titre P : Club promu de Primera B Nacional           |

## Classement cumulé
Contrairement à la saison précédente, les points des matchs de la 2020 Copa de la Superliga (en) seront comptabilisés dans le classement cumulé afin de déterminer les clubs participants aux compétitions continentales.
La compétition devrait se dérouler du 13 mars au 31 mai 2020 mais elle a été annulée par l'Association du football argentin le 28 avril 2020 à la suite de la crise sanitaire du Covid-19 que traverse l'Argentine.
Un seul et unique match a été joué le 23 décembre 2020 lequel les points des matchs ont été comptabilisés au classement final du championnat. Cet tournoi a été remplacé par la Coupe de la Ligue professionnelle argentine de football 2020 qui se tiendra du mois d'octobre 2020 au mois de janvier 2021, dont le vainqueur sera qualifié pour la Copa Libertadores 2021.
| Rang | Équipe                             | Pts | J  | G  | N  | P  | Bp | Bc | Diff |
| ---- | ---------------------------------- | --- | -- | -- | -- | -- | -- | -- | ---- |
| 1    | Boca Juniors                       | 51  | 24 | 15 | 6  | 3  | 39 | 9  | +30  |
| 2    | River Plate                        | 47  | 24 | 14 | 5  | 5  | 41 | 19 | +22  |
| 3    | Racing Club T                      | 42  | 24 | 10 | 12 | 2  | 32 | 26 | +6   |
| 4    | Argentinos Juniors                 | 42  | 24 | 11 | 9  | 4  | 23 | 17 | +6   |
| 5    | Vélez Sarsfield                    | 39  | 24 | 11 | 6  | 7  | 27 | 15 | +12  |
| 6    | Defensa y Justicia                 | 39  | 24 | 11 | 6  | 7  | 28 | 19 | +9   |
| 7    | San Lorenzo de Almagro             | 39  | 24 | 12 | 3  | 9  | 35 | 31 | +4   |
| 8    | Newell's Old Boys (Rosario)        | 38  | 24 | 10 | 8  | 6  | 35 | 26 | +9   |
| 9    | Talleres (Córdoba)                 | 37  | 24 | 11 | 4  | 9  | 37 | 30 | +7   |
| 10   | Lanús                              | 36  | 24 | 9  | 9  | 6  | 32 | 30 | +2   |
| 11   | Rosario Central                    | 36  | 24 | 9  | 9  | 6  | 32 | 32 | 0    |
| 12   | Arsenal P                          | 35  | 24 | 9  | 8  | 7  | 38 | 33 | +5   |
| 13   | Independiente                      | 32  | 24 | 9  | 5  | 10 | 28 | 25 | +3   |
| 14   | Atlético Tucumán                   | 29  | 24 | 8  | 8  | 8  | 23 | 25 | -2   |
| 15   | Estudiantes (La Plata)             | 30  | 24 | 8  | 6  | 10 | 24 | 24 | 0    |
| 16   | Unión (Santa Fe)                   | 28  | 24 | 7  | 7  | 10 | 22 | 31 | -9   |
| 17   | Banfield                           | 27  | 24 | 6  | 9  | 9  | 19 | 23 | -4   |
| 18   | Central Córdoba (Sgo.del Estero) P | 26  | 24 | 6  | 8  | 10 | 22 | 31 | -9   |
| 19   | Gimnasia y Esgrima (La Plata)      | 24  | 24 | 6  | 6  | 12 | 22 | 23 | -1   |
| 20   | Patronato (Paraná)                 | 23  | 24 | 5  | 8  | 11 | 23 | 37 | -14  |
| 21   | Huracán                            | 22  | 24 | 5  | 7  | 12 | 17 | 30 | -13  |
| 22   | Aldosivi (Mar del Plata)           | 22  | 24 | 6  | 4  | 14 | 23 | 39 | -16  |
| 23   | Colón (Santa Fe)                   | 21  | 24 | 6  | 3  | 15 | 20 | 40 | -20  |
| 24   | Godoy Cruz (Mendoza)               | 18  | 24 | 6  | 0  | 18 | 23 | 50 | -27  |

| Légende : Qualifications et relégations | Légende : Qualifications et relégations                                                     |
| --------------------------------------- | ------------------------------------------------------------------------------------------- |
|                                         | Qualification pour la phase de groupe de la Copa Libertadores 2021                          |
|                                         | Qualification pour le 2e tour qualificatif de la Copa Libertadores 2021                     |
|                                         | Qualification pour le 1er tour de la Copa Sudamericana 2021                                 |
|                                         | Relégation directe en Primera B Nacional                                                    |
|                                         | T : Tenant du titre C : Vainqueur de la Copa Argentina P : Club promu de Primera B Nacional |

## Bilan de la saison
| Championnat d'Argentine de football 2019-2020 | |
| Champion                                      | Boca Juniors (34e titre)                                                                                          |
| Coupes et trophées                            | |
| Vainqueur de la Coupe d'Argentine 2019-2020   | Boca Juniors |
| Qualifications continentales                  | |
| Copa Libertadores 2021                        | Defensa y Justicia Boca Juniors River Plate Racing Club Argentinos Juniors Vélez Sarsfield San Lorenzo de Almagro |
| Copa Sudamericana 2021                        | Newell's Old Boys Talleres (Córdoba) Lanús Rosario Central Arsenal Independiente                                  |
| Promotions et relégations                     | |
| Promus en Primera A                           | Sarmiento (Junín) Platense                                                                                        |
| Relégués en Primera B Nacional                | Aucun |